# Gilles Guyot
Pour les articles homonymes, voir Guyot.
Gilles Guyot, né le 29 août 1946 à Roanne (Loire), est un universitaire français.
Il est professeur de gestion à la retraite de l'université Jean-Moulin-Lyon-III et ancien directeur de l'Institut d'administration des entreprises de Lyon.

## Biographie

### Études[2],[3]
- 1964 : Baccalauréat en mathématiques au pensionnat Saint-Louis de Saint-Étienne.
- 1970 : Maîtrise en physique à la faculté des sciences de Lyon.
- 1971 : Maîtrise en administration des affaires à l'Institut d'administration des entreprises de Lyon.
- 1973 : Maîtrise en droit à la faculté de droit de Lyon.
- 1974 : Master en économie à faculté d'économie de Lyon.
- 1976 : Master en droit des affaires à la faculté d'économie de Lyon.
- 1979 : Doctorat en management à l’université de Clermont-Ferrand-I.

### Carrière
De 1983 à 1987, il fut vice-président de l'université Jean-Moulin-Lyon-III puis vice-président du conseil de la documentation de ce même établissement d'enseignement. De 1990 à 1997, il a été directeur de l'Institut d'administration des entreprises de Lyon. De 1997 à 2002, il fut président de l'université Jean-Moulin-Lyon-III. Il est également ancien président du réseau national des Instituts d'administration des entreprises (élu en 2005),,. En 1989, il est élu professeur titulaire à l'université de Paris. Parallèlement à ces fonctions académiques, il a été avocat au cabinet HSD (Ernst & Young Lyon) de 1989 à 1993.
Ses travaux et son enseignement portent sur la gestion de l'innovation, le management interculturel et la stratégie. Depuis qu'il a été vice-président de l'université Jean-Moulin-Lyon-III, il a mis en place les relations internationales de l'université et développé des programmes d'échange avec de nombreuses universités étrangères ainsi que des programmes délocalisés de gestion et un système de cotutelle de thèse.
Le 5 juillet 2007, il a été réélu à la tête de l'Institut d'administration des entreprises de Lyon par 21 voix sur 22. Pour ce nouveau mandat, il entendait alors se concentrer sur le développement de la recherche et la professionnalisation,.
Le 10 juin 2008, le Conseil national de l'enseignement supérieur et de la recherche a décidé de la mise à la retraite d'office de Gilles Guyot. Cette mise à la retraite a été invalidée par le Conseil d'État en avril 2009 mais confirmé de nouveau par le Conseil national de l'enseignement supérieur et de la recherche la même année. Le Conseil d'État a de nouveau annulé la décision le 30 mars 2012.
Il est actuellement consultant en management international auprès d'universités et d'écoles de commerce de différents pays dans le monde. En septembre 2013, il fut professeur invité (visiting professor) de l'université du Minnesota,.

## Controverses
À partir de 2001, la position de Gilles Guyot en tant que président de l'université Jean-Moulin-Lyon-III est contestée par des organisations étudiantes très marquées politiquement (dont l'Unef-ID et l'UEJF) prétextant son refus d'intervenir à propos de l'Institut d'études indo-européennes dirigé par Jean Haudry. Pourtant, Gilles Guyot avait annoncé la dissolution de cet Institut dès septembre 1999.
Cet Institut a été jugé non scientifique par des experts nommés par Claude Allègre (alors ministre de l'Éducation nationale) et accusée de racialisme par la Commission sur le racisme et le négationnisme à l'université Jean-Moulin Lyon III, créée en 2001, autour de l'historien de gauche Henry Rousso. Après une longue étude historique et de nombreux entretiens, notamment avec les anciens présidents de l'université, le rapport Rousso blanchira totalement Gilles Guyot et ses prédécesseurs.

## Procédures judiciaires
Gilles Guyot a été condamné en dernier ressort, en février 2008, pour prise illégale d'intérêts à une amende, pour avoir signé le contrat de travail de sa sœur, embauchée pour un an par le doyen d'une faculté de l'université Jean-Moulin-Lyon-III, où elle donnait déjà des cours depuis plus de dix ans. Pourtant, ce contrat a été renouvelé par les présidents successifs.
Il a été condamné également par le tribunal correctionnel de Lyon à 2 000 euros d'amende pour ne pas avoir respecté, en 2002, le code des marchés publics s'agissant des frais de réception qui se sont élevés cette année-là à 357 000 euros. La loi impose que soit réalisée une mise en concurrence pour tous les marchés dépassant les 90 000 euros de budget.
Cette dernière sanction a été confirmée par la cour d'appel de Lyon en février 2008.

## Procédure disciplinaire
À la demande d'Alain Morvan, recteur de l'académie de Lyon et chancelier des universités, la section disciplinaire du conseil d'administration de l'université Jean-Moulin-Lyon-III a été saisie des fautes « d'atteinte à l'honneur et à la probité des fonctionnaires » à la suite de l'embauche de sa sœur. La section disciplinaire, présidée par le professeur Debard, assisté des professeurs Jean-Paul Joubert, Monique Brun, Hassan Sahloul, Alain Barrat, a relaxé Gilles Guyot le 14 mars 2007. Le recteur Morvan a déposé, le 21 mars 2007, une requête en suspicion légitime visant les membres de la formation disciplinaire. Cette requête a été rejetée au motif que la décision de la formation disciplinaire avait été rendue une semaine plus tôt. Celle-ci n'avait pas été notifiée immédiatement au recteur Morvan.
Stéphane Nivet de l'association Hippocampe et Romain L'Huillier de l'UNEF ont rencontré Valérie Pécresse pour lui demander d'intervenir afin que le recteur Roland Debbasch, présent lors de cet entretien, fasse appel de la décision de la section disciplinaire. Le Conseil national de l'enseignement supérieur et de la recherche, juridiction d'appel en matière disciplinaire, a sanctionné le 11 juin 2008 Gilles Guyot, en prenant une décision de mise à la retraite d'office. Lors de l'audience, le recteur Debbasch n'avait requis contre Gilles Guyot aucune sanction particulière, s'en remettant à la juridiction du Conseil national de l'enseignement supérieur et de la recherche et estimant que « la décision qui sera[it] rendue sera[it] forcément la bonne ».
Cette décision a été annulée par le Conseil d'État en avril 2009. La décision a toutefois été renvoyée devant le Conseil national de l'enseignement supérieur et de la recherche qui a confirmé sa mise à la retraite d'office. Le Conseil d'État a annulé cette dernière décision mais a confirmé la mise à la retraite d'office de Gilles Guyot en mars 2012, considérant « qu'il résulte(...) l'instruction que l'ensemble de ces faits [reprochés] ont porté gravement atteinte à l'image et à la réputation de l'université de Lyon III »,.

## Ouvrages
- Analyse de la recherche-développement française de médicaments, thèse de doctorat, sciences de gestion, Clermont-Ferrand-I, 1979.
- L'Université citoyenne : progrès, modernisation, exemplarité (collectif), Economica, 2003.
- L'internationale de l'intelligence, L'Harmattan, Paris, 2012.
- Contribution of the socio-economic approach to management to updating Joseph Wharton's legacy, chapter 14 in Facilitating the Socio-economic approach to Management, p. 181-192, (collectif), I.A.P., 2014.
- The Homeland of Human Rights (La Patrie des droits de l'homme), coécrit avec Philippe Chiaverini, Éditions universitaires européennes, 2017.

## Décorations

### Décorations françaises
- Chevalier de la Légion d'honneur (dont la remise en mars 2002 par Raymond Barre avait été chahutée[16])
- Chevalier des Palmes académiques[2]

### Décoration étrangère
- Médaille polonaise de l’enseignent supérieur[2]